# Valderøytunnel
Der Valderøytunnel (norwegisch Valderøytunnelen) ist ein Unterseetunnel in der norwegischen Provinz Møre og Romsdal. Er verbindet die Inseln Valderøya und Ellingsøy miteinander und ist – ebenso wie der Ellingsøytunnel – eines der Verbindungsglieder zwischen der Stadt Ålesund und deren Flughafen.
Der Tunnel ist 4222 Meter lang und verfügt über drei Fahrstreifen. Er liegt bis zu 137 Meter unter dem Meeresspiegel.